# Epinotia demarniana
Epinotia demarniana es una especie de polilla del género Epinotia, categorizada en la tribu Eucosmini, de la subfamilia Olethreutinae.

## Distribución
Se distribuye por Europa: en Alemania, en la ciudad de Dresde.

## Taxonomía
Fue descrita por Josef Emanuel Fischer von Röslerstamm en 1839.
Tratamiento taxonómico
La especie aparece registrada y publicada en Abbild. Berich. Ergnz Schmett.-Kunde 1: 186.